# ایور جان کارادوک هربرت
ایور جان کارادوک هربرت (انگلیسی: Ivor Herbert, 1st Baron Treowen; ۱۵ july ۱۸۵۱ – ۱۸ اکتبر ۱۹۳۳ (۸۲ ساله)) فرد نظامی اهل بریتانیا بود. وی همچنین برندهٔ جوایزی همچون نشان حمام شده‌است.